# A Roda da Sorte
A Roda da Sorte são as adaptações portuguesas do formato norte-americano Wheel of Fortune. A primeira adaptação surgiu em 1990 e durou até 1993. Apresentada por Herman José, "A Roda da Sorte" do Canal 1 tinha como assistente Ruth Rita e Cândido Mota como locutor. Em 2008 na SIC, Herman José apresentou um remake da "Roda", com Vanessa Palma a ser a assistente do programa.

## História
Wheel of Fortune é um formato norte-americano criado por Merv Griffin nem 1975, que, por ser tão bem sucedido já teve imensas adaptações locais em todo o mundo. É um dos concursos mais famosos do mundo. Em Portugal, "A Roda da Sorte" estreou em 1990 no Canal 1 (atual RTP1) às 18:20 e tinha 45 minutos de duração. Apresentado por Herman José, assistência de Ruth Rita e locução de Cândido Mota. O estúdio era pequeno, mas Herman conseguiu igualar o programa ao formato norte-americano com o seu humor e carisma. Na altura, foi muito bem sucedido.
O programa foi emitido até 31 de dezembro de 1993, altura em que foi substituído por outro concurso apresentado por Herman José, Com a Verdade M'Enganas.

### O regresso
Nuno Santos, quando estava à frente da direcção de programação da RTP1 mostrava o seu interesse em re-adaptar o formato, só que nunca aconteceu. Nuno Santos em 2008 passou a dirigir a SIC e conseguiu trazer o formato novamente à antena. "A Roda da Sorte" foi apresentada de novo por Herman José e contou com a assistência de Vanessa Palma. Quase tudo mudou: a produtora, o cenário, o genérico, a roda, etc... Mas o bom humor, esse, não ficou de fora! Foi exibido na SIC, às 19:15 e tinha a duração de 45 minutos aproximadamente. No entanto, estreado a 8 de setembro de 2008, as audiências não foram as esperadas, e o programa foi cancelado no final de dezembro de 2008.

## As regras do jogo
Três concorrentes estão junto ao apresentador e à roda. É lhes apresentado um puzzle "de velocidade" sobre um tema qualquer, onde as letras vão aparecendo. O primeiro a decifrar o puzzle acumula cem euros e é o primeiro a ser entrevistado por Herman. A seguir à entrevista, há outro jogo de velocidade. A 1ª ronda inicia-se, apresentando-se um puzzle. Cada concorrente roda a roda e pede uma letra. Quem descobrir primeiro o puzzle ganha. Todas as quatro rondas são idênticas à primeira. A diferença é que são adicionados novos 'gomos' à roda. Desde que alguém tenha mais de 100 euros acumulados, pode comprar uma vogal. Quando um concorrente diz uma letra que esteja no puzzle, o(s) local(ais) correspondente(s) muda de cor (de branco para castanho) e cabe a Vanessa Palma "virar a letra". Quando calhar a um participante o gomo "montra", tem a oportunidade de ir a um local do estúdio onde estão alguns prémios. Têm 25 segundos para escolher os prémios disponíveis que quiserem para levarem até às suas casas, só que o valor de todos os prémios seleccionados não pode ultrapassar os mil euros. Caso isso aconteça, a montra fica como antes: os prémios todos disponíveis, e o concorrente leva nada para casa.

### A final
Passa à final o concorrente que tiver amealhado mais dinheiro ao longo do concurso. Herman José acompanha-o até outra parte do cenário em que está uma roda mais pequena com envelopes coloridos. O concorrente roda a roda e fica com o envelope que lhe calhar. é lhe proposto outro novo puzzle. Mas aqui, as regras são um pouco diferentes: a produção "oferece" três consoantes e uma vogal. De seguida, o finalista diz três consoantes e uma vogal ao gosto dele. A assistente Vanessa vai virar as letras, de modo a que se saiba onde elas estão. O concorrente tem 10 segundos para adivinhar o puzzle. Caso isso aconteça, ganha o prémio que está escondido no envelope colorido. Caso não aconteça, leva para casa o acumulado ao longo do concurso.

## A roda 'da sorte'
Contém valores desde os 0€ até aos 1000€. Ainda tem a "bancarrota" (perde o dinheiro acumulado), o "perder a vez" (em que passa a oportunidade de jogar a outro concorrente, a "montra" e o prémio surpresa (tem um valor monetário e um prémio material).

## Os apresentadores
Herman José
Vanessa Palma